# Šanov, Zlín
Šanov là một làng thuộc huyện Zlín, vùng Zlínský, Cộng hòa Séc.